# Банк Японії
Банк Японії / Японський Банк (яп. 日本銀行, にっぽんぎんこう, ніппон ґінко; яп. 日銀, にちぎん, нітіґін; англ. Bank of Japan, BOJ) — центральний банк Японії. Займається регулюванням фінансової політики країни. Має монопольне право на емісію банкнот національної валюти Японії — Єни, керування діяльністю кредитних установ, виконання ролі фінансового агента Уряду Японії. Заснований 1882 року Постановою про заснування Банку Японії. Реорганізований 1942 року Законом про Банк Японії. Згідно з новим Законом про Банк Японії від 1998 року є авторизованою юридичною особою. Очолюється Головою Банку Японії, якому допомагають 2 віце-голови і члени Комітету Радників Банку Японії. Вони формують Координаційний комітет, який є найвищим органом організації, що відповідає за прийняття рішень. Поточним (з 2013 року) Головою Банку є Харухіко Курода (Haruhiko Kuroda). В 2008–2013 рр цю посаду займав Сіракава Масаакі.

## Активи центрального банку Японії
Активи центрального банку Японії становлять 716 трильйонів єн, або понад 6,4 трильйонів доларів за підсумками червня 2021 року. Це понад 130 відсотків ВВП Японії. Ця цифра набагато вища, чим у ФРС і ЄЦБ. Що особливо важливо, так це те, що Банк Японії має зобов’язання уряду Японії на суму близько 540 трильйонів єн, або близько 4,8 трильйонів доларів, що становить близько 40 відсотків цього ринку.
Центральному банку Японії припадає 7 відсотків від загальної вартості акцій, які котуються на першій секції Токійської фондової біржі на кінець березня 2021 року. Ці авуари складають 51 трильйона єн, або понад 450 мільярдів доларів у формі ETF.